# محمد مهدي شمس الدين
محمد مهدي شمس الدين (1936م-2001م) أحد أعلام الفكر الإسلامي الشيعي، لبناني، وكان رئيس المجلس الإسلامي الشيعي الأعلى.

## نسبه
هو محمد مهدي بن عبد الكريم بن عباس آل شمس الدين، العاملي، أبو إبراهيم. ينتهي نسبة إلى الشهيد الأول محمد بن مكي العاملي، الملقّب بشمس الدين، المقتول ظلماً سنـة 789هـ/1384م.

## نشأته
ولد الشيخ محمد مهدي شمس الدين في النجف الاشرف من العراق في 15 شعبان سنة 1354 هـ 1936م. والده العلامة الشيخ عبد الكريم شمس الدين ابن الشيخ عباس شمس الدين. وكانت ولادته أثناء هجرة والده من لبنان إلى العراق لطلب العلم. بقي الإمام شمس الدين مع والده حتى بلغ الثانية عشرة من عمره، ثم عاد أبوه إلى لبنان وتركه في النجف لتحصيل العلوم الدينية.
و تلقى علومه الأولية في النحو والصرف ومبادئ الفقه على يد والده. ودرس مقدمات الأصول والبلاغه والمنطق على بعض الفضلاء من مدرسي الحوزة العلمية في ذلك الحين. أتم دراسته على مستوى الخارج في الفقه على السيد الجليل سماحة المرجع الديني الإمام محسن الحكيم، وفي الفقه والأصول على الإمام السيد أبو القاسم الخوئي والسيد محمد الحسيني الروحاني.
ألف الشيخ شمس الدين ما يزيد عن الثلاثين كتابا بعضها في القضايا اللبنانية، كما نجا من محاولة اغتيال بسيارة مفخخة في عام 1990. توفي في بيروت في شهر كانون الثاني من عام 2001 إثر مرض عضال.

## النشاط الفكري والسياسي في العراق
قضى الشيخ شمس الدين في العراق ما يقرب من 35 عاما، حيث انقسمت هذه السنين بين تحصيل العلوم الدينية، وبين الجهاد في سبيل الله من خلال المشاركة في العمل الإسلامي، وبناء المساجد والمكتبات، والتدريس في كلية الفقه.
واستطاع الإمام التأثير بالواقع وبالناس إذ أنه استطاع بحكم مسؤوليته في الفرات الأوسط أن يتفاعل مع الناس، وأن يعطي الدين بعض الحيوية في الواقع والسلوك والممارسة، وقد عبر عن هذه الحقيقة بقوله «...عملنا في النجف وفي منطقة الفرات الأوسط، وكان مركز العمل في الديوانية منذ سنة 1961 ميلاديه وحتى 1969، أي حتى العودة إلى لبنان. وقد ساهم في إنشاء المكتبة العامة التي كانت تؤدي وظيفه مركز إسلامي عام. بالإضافة إلى إنشاء أو المشاركة في إنشاء ما يزيد على 20 مسجدا في نفس الديوانيه وما يحيط بها».
من جملة النشاطات في العراق أيضا أن الشيخ شمس الدين كان مناصراً لتيار التحديث، حيث أنّ المواد التي كانت تدرّس سواء في اللغة أو في المنطق أو في الأصول، كانت صعبةً للغاية وأكبر من مستوى التلميذ. وبعد أن تقدّم في طلب العلوم رأى أنّه من الضروري إتباع منهج يكون موافقاً لضرورات العصر.

## النشاط الفكري والسياسي في لبنان
و بعد عودته إلى وطنه لبنان عمل إلى جانب السيد موسى الصدر في خدمة قضايا الوطن اللبناني وتحصينه من اخطار الداخل والخارج وخدمة قضايا الامتين العربية والإسلامية فتعاونا على نقل فكرة المجلس الإسلامي الشيعي الأعلى إلى عالم الوجود وإنشاء مؤسساته فكان مستشفى الزهراء ومؤسسة البرج الشمالي ومدينة «الصدر» في البقاع وغيرها، كما وتم دعم الشيخ الدين للامام موسى الصدر في مشاريعه المؤسساتية الخاصة التي قام بها السيد مثل حركة المحرومين في لبنان وافواج المقاومة اللبنانية «امل»...
و بعد تغييب الامام الصدر استقلّ الإمام شمس الدين- بعد جهود مضنية – بذلها لتأسيس الجامعة الإسلامية في لبنان ثم كافح بكل ما اوتي من عزم وطول على انجاحها واستمرارعطائها ولم يغفل عن رعايتها حتى بعد مماته حيث اوصى لها بمبلغ ضخم صرف بكامله على المبنى الجديد الذي افتتح في اواسط العام م2004.

كما عمل على إقامة المؤسسات الثقافية والعلمية ذات الاختصاصات المتعددة كالمعهد الفني الإسلامي والحوزة العلمية «معهد الشهيد الأول للدراسات الإسلامية» ومدرسة الضحى في بيروت ومبرة السيدة زينب في الجنوب ومجمع الغدير الثقافي في البقاع. كل ذلك من خلال الجمعية الخيرية الثقافية التي يرأسها.

## فكره ومواقفه
جمع الإمام شمس الدين بين العقلية الفقهية المجددة، والعقلية السياسية المنبثقة عن الروح الإسلامية السمحة بأجلِّ مظاهرها، والتي يمكن أن نشير إلي بعض تجلياتها:
1. كان يدعو شيعة لبنان إلى عدم التمايز على مواطنيهم، وتأكيد انتمائهم إلى لبنان وولائهم له.
2. له جهود متميزة في التقريب بين السنة والشيعة.
3. له دور بارز في الحوار الإسلامي المسيحي.
4. كانت وحدة لبنان هدفًا أساسيًا في مواقفه وآرائه.
5. كان يرى في التكامل السوري اللبناني موقفًا راشدًا من الطرفين.
6. كان من أوائل الداعين إلى مقاومة الصهيونية.
7. كان يرى تكامل الموقفين الحكومي والشعبي في مواجهة الصهيونية، وحسب تعبيره الجمع بين «خيارات الأمة وضرورات الأنظمة».

أما عن اجتهاداته التجديدية الفقهية فلا تقل أهمية، ويكفي أن نشير إلى بعضها:
1. برى الإمام شمس الدين أن منهج الاستنباط يعاني من عدة اختلالات، لعل أهمها:
  1. النظرة الفردية التجزيئية.
  2. اعتبار الخطاب الشرعي في القرآن والسنة للأفراد، والغفلة عن خطابات الأمة والجماعة.
  3. اعتبار الشريعة مشروعًا أخرويًا فقط.
  4. الانقطاع عن الواقع الموضوعي المتغير وعدم التفاعل مع الطبيعة.
  5. عدم ملاحظة مقاصد الشريعة في كثير من مجالات الفقه.
  6. في خصوص القواعد التشريعية العامة، نبّه الإمام شمس الدين إلى أنها لا تنحصر في القواعد المنصوص عليها، ودعا إلى تأسيس قواعد فقهية عامة مستنبطة.
  7. وفي خصوص فروض الكفاية نبَّه إلى أن الشريعة اشتملت على نوعين من الخطابات التكليفية: خطابات للأفراد وخطابات للأمة، والنوع الأخير كثير جداً.
  8. في خصوص الولاية العامة، كان الإمام يرى أنه في غياب الإمام المعصوم، فإن الأمر يعود للأمة، وذلك خلافًا لنظرية ولاية الفقيه التي قال بها الإمام الخميني.
  9. وكان الإمام شمس الدين يستنكر الرأي القائل بأن اتباع المذاهب الأخرى يجوز العدوان عليهم وشتمهم، حيث أن هذا يتناقض تناقضًا أساسيًا مع المبدأ التشريعي الفوقي الأعلى الأساس والحاكم، الذي لا يجوز غض النظر عنه في مجال الاجتهاد والاستنباط في الحقل السياسي والاجتماعي، وهو مبدأ الأخوة بين المسلمين وكون المسلمين أمة واحدة من جهة، ومبدأ تحريم الظلم والعدوان من جهة أخرى.
  10. كما كان الإمام شمس الدين يرى جواز تولي المرأة المناصب العليا في الدولة الإسلامية.

## مؤلفاته
اما مؤلفاته الكثيرة في مختلف جوانب المعرفة الإسلامية والإنسانية من فقهية استدلالية واعتقادية وتاريخية واجتماعية حساسة تتناول موضوعاتها في نظر الباحثين قضايا العصر. ومن أهم مؤلفاته:
1. نظام الحكم والإدارة في الإسلام.
2. الاحتكار في الشريعة الإسلامية.
3. المسائل الحرجة في فقه المرأة.
4. الحوار سبيل التعايش (ندوات الفكر المعاصر).
5. مطارحات في الفكر المادي والفكر الديني.
6. ثورة الحسين في الوجدان الشعبي.
7. ثورة الحسين، ظروفها الاجتماعية وآثارها الإنسانية.
8. أنصار الحسين الرجال والدلالات.
9. الحسين قصة حياته وثورته.
10. العلمانية.
11. دراسات في نهج البلاغة.
12. محاضرات في التاريخ الإسلامي.
13. دراسة عن موسوعة الفقه الإسلامي.
14. بين الجاهلية والإسلام.
15. الإسلام وتنظيم الأسرة (مع آخرين).
16. الغدير - دراسة تحليلية اجتماعية سياسية لمسألة الحكم الإسلامي بعد وفاة الرسول.
17. شرح عهد الأشتر.
18. عقائد الشيعة الإمامية.
19. الوصايا.
20. التطبيع بين ضرورات الأنظمة وخيارات الأمة.
21. الجهاد.
22. حركة التاريخ عند الإمام علي.
23. التجريد في الفكر الإسلامي.
24. رسالة الحقوق للإمام زين العابدين.
25. تفسير آيات الصوم.
26. مع الإمام الرضا.
27. لبنان الكيان والدور.
28. الأمة والدولة والحركة الإسلامية.
29. المقاومة في الخطاب الفقهي السياسي.
30. الاجتهاد والتقليد.
31. فقه العنف المسلح في الإسلام.

بالإضافة إلى العديد من المقالات والبحوث والخطابات.